# Kvenvik
Kvenvik (nordsamisch: Covošluovta) ist ein kleines Dorf am Altafjord in der Kommune Alta im Fylke (Provinz) Finnmark, Norwegen. 
Kvenvik liegt an der Europastraße 6 (E6), ungefähr neun Kilometer westlich der Stadt Alta. In Kvenvik leben 199 Menschen (Stand: 2020).
Zum ersten Mal wurde der Ort 1567 unter dem Namen Kvænangen erwähnt. 1744 wurde es von Major Schnitler beschrieben als ein Dorf, das von seinen Bewohnern verlassen wurde. Später siedelten sich jedoch wieder Bewohner in Kvenvik an. 
Das Dorf liegt nahe beim Dorf Kåfjord, wo das deutsche Schlachtschiff Tirpitz während des Zweiten Weltkriegs zeitweise vor Anker lag. 